# Bernard Demichelis
 (septembre 2019).
Si vous disposez d'ouvrages ou d'articles de référence ou si vous connaissez des sites web de qualité traitant du thème abordé ici, merci de compléter l'article en donnant les références utiles à sa vérifiabilité et en les liant à la section « Notes et références ».
Bernard Demichelis est un auteur-compositeur interprète français, guitariste, né à Toulouse en 1946. Il connaît le succès en 1983 avec la chanson Défense de mourir,.

## Biographie
Bernard Demichelis achète sa première guitare à 14 ans en Espagne ; il joue  comme premier morceau C'mon everybody d'Eddie Cochran et fait partie de différents groupes, les Dahuts, les Vanger's, les Sharks et l'orchestre de bal Claude Victor. Après son bac philo et sa réussite au CAPEPS, il devient professeur d'EPS. Il exerce son métier notamment au collège d'Auterive (31). 
Sa poursuite de la joie des notes et des mots lui fait écrire des chansons et se produire dans des MJC ainsi que dans des Centres Culturels. En 1980 le label Oxygène publie son premier album enregistré par G.Baux et P.M Baux au Studio Deltour,  Artiste signé par le mythique label RCA de 1982 à 1987, il connaît un beau succès en 1983 avec l'album Défense de mourir enregistré par F.Porterie et J.Cardona au Studio Condorcet,. Il est l'auteur de belles chansons poétiques,, écologiques, de chansons sur la société, sur la mortalité du vivant. Il est encore écouté  aujourd'hui dans plusieurs pays du monde, USA, Canada, Brésil, Paraguay, Grande-Bretagne, Allemagne, etc. Il cumule des milliers de streams sur les plateformes Deezer, Spotify, etc. Il est membre de la Sacem et de l'Adami. En 2006 il poursuit sa création en cherchant à rapprocher dans l'album Interception ses deux passions le football et la musique. En 2013 il produit et réalise  l'album Un monde  lointain . En 2019 Toulouse Record  publie son sixième album La musique est l'âme de la terre,,.

## Discographie
- 1980 : Album  éponyme Oxygene OXY57[3],[4].
- 1983 : 
  - Album 33t Défense de mourir RCA PL377753[5],[18].
  - Cassette Défense de mourir RCA PK37753
  - 45t Défense de mourir RCA PB61104[5].
  - 45t J'ai plus que l'été RCA PB61191[5],[18].
- 1984 : Compilation 15 Succès Radio RCA PL37793,
- 1985 :
  - Album 33t Joueur de guitare RCA PG70439[18].
  - 45t  Joueur de guitare RCA PB40079.
  - 45t Comme ces hommes[18] RCA PB40439.
  - Maxi 33t Joueur de guitare  RCA DC61543A[7]
- 1987 : 45t Fan de la terre RCA PB40951[18].
- 1993 : Cd compilation Toulouse chante pour la vie Défense de mourir Ligue nationale contre le cancer[19].
- 2006 :  Album concept numérique Interception sur le thème du football, distribution Believe digital[15].
- 2013 : Cd Un monde lointain  distribution Believe digital[1].
- 2019 : Cd La musique est l'âme de la terre Toulouse Record[11],[16],[17].

## Médias

### Télévision
- 1980 : FR3 Toulouse, Sud Radio[20]
- 1981 : FR3 La part du rêve Madeleine Attal
- 1983 : A2 L'Académie des neuf[21], "les Jeux de 20 heures" FR3[22], "Le Bar de l'été" TF1, "Ciné et Bd"  RTBF,  TMC.
- 1985 : A2 C'est encore mieux l'après midi[23],[24].
- 1987 : FR3 RTL La Nouvelle Affiche, Zénith Montpellier[25],[26].

### Radio
Dans les années 1980, il participe à la mouvance des "Stars FM", plusieurs fois dans les hits parades de grandes radios RTL, Europe, RMC, Sud Radio et d'un grand nombre de FM,. 
Il est soutenu par France-Inter, avec les émissions de Jean-Louis Foulquier comme  Y'a d'la chanson dans l'air,Les copains  d'abord, Pollen, C'est la nuit, ainsi que Les flagrants délires de Claude Villers.

### Presse
- Télérama no 1599[4], La Dépêche du Midi[1],[2],[3],[17],[19],[26].
- Paroles et Musique no 47[7].
- Chansons Magazine no 17.
- Dernières Nouvelles d'Alsace[6].
- Le Progrès de Lyon[33].
- Nice-Matin[34].

## Distinctions

### Musicales
- 1983 :  J'ai plus que l'été no 1 au hit parade RMC[17].
- 1984 : Oscar Midi-Pyrénées de la chanson française[35].

### Sportives
- 1981 : Champion de France UNSS Football avec le lycée Polyvalent Toulouse[36].
- 2000 : Champion de France Universitaire Football avec l'Université Toulouse-I-Capitole[37].